# Stanisław Kynew
Stanisław Kynew (bg. Станислав Кънев; ur. 15 marca 1992) – bułgarski zapaśnik walczący w stylu klasycznym. Zajął dwunaste miejsce w Pucharze Świata w 2013. Trzeci na MŚ juniorów w 2011, na ME w 2010 i na ME kadetów w 2009 roku.